# 愛宕神社 (小山市宮本町)
愛宕神社（あたごじんじゃ）は、栃木県小山市にある神社である。

## 祭神
- 火産霊命

## 歴史
この神社は、社伝によれば1379年（康暦元年）小山義政によって山城国の愛宕神社から勧請して創建されたという。

## 文化財
- 小山市指定天然記念物
  - 愛宕神社のケヤキ

## 境内社
- 雷電神社
- 琴平神社
- 大杉神社
- 疱瘡神社

## その他
境内には、松尾芭蕉の門弟宝井其角の以下の句碑がある。